# Péter Facsi
Péter Facsi (født 21. juli 1905) var en rumænsk udendørshåndboldspiller som deltog under Sommer-OL 1936.
Han var en del af det rumænske udendørshåndboldhold, som kom på en femteplads i den olympiske turnering. Han spillede i en kamp som målmand.